# 岡山市議会
岡山市議会（おかやましぎかい）は、岡山県の県庁所在地・政令指定都市である岡山市の議会である。

## 概要
- 定数：46人[1]
- 任期：2023年5月1日 - 2027年4月30日[2]
- 選挙区：各行政区を選挙区とする中選挙区制（単記非移譲式）
- 議長：田口裕士[3]（南区・自由民主党岡山市議団[4]）（2023年5月17日[5][6] - ）
- 副議長：森田卓司[3]（北区・自由民主党岡山市議団[4]）（2023年5月17日[5] - ）
正副議長の任期は申し合わせで2年[7]。
正副議長が同一会派から選出されたのは岡山市議会史上初めて[7]。

## 選挙区
- 岡山市議会の選挙制度は、各行政区を選挙区とする中選挙区制（単記非移譲式）である。

| 選挙区 | 定数 |
| ------ | ---- |
| 北区   | 20   |
| 中区   | 9    |
| 東区   | 6    |
| 南区   | 11   |
| 計     | 46   |

## 会派
（令和5年5月11日現在）
| 会派名                   | 議員数 | 所属党派                                         | 代表者     | 女性議員数 | 女性議員の割合(%) |
| ------------------------ | ------ | ------------------------------------------------ | ---------- | ---------- | ----------------- |
| 自由民主党岡山市議団     | 22     | 自由民主党                                       | 宮武博     | 1          | 4.55              |
| 公明党岡山市議団         | 8      | 公明党                                           | 則武宣弘   | 1          | 12.5              |
| みらいえ                 | 5      | 立憲民主党1・日本維新の会1・みどり岡山1・無所属2 | 鬼木のぞみ | 2          | 40                |
| おかやま創政会           | ４     | 国民民主党                                       | 高橋雄大   | 0          | 0                 |
| 日本共産党岡山市議団     | ４     | 日本共産党                                       | 林潤       | 2          | 50                |
| 懐かしい未来             | ２     | 立憲民主党                                       | 森山幸治   | 1          | 50                |
| おかやま未来プロジェクト | 1      | 無所属                                           | 中島純     | 0          | 0                 |
| 計                       | 46     |                                                  |            | 7          | 15.22             |

## 議員報酬等
| 役職   | 議員報酬        | 政務活動費      |
| ------ | --------------- | --------------- |
| 議長   | 月額 85万0000円 | 月額 21万8000円 |
| 副議長 | 月額 77万0000円 | 月額 21万8000円 |
| 議員   | 月額 71万0000円 | 月額 21万8000円 |

- 別途、年2回期末手当あり
- 政務活動費の残金は市に返還する義務がある
- 議員年金は2011年（平成23年）6月1日で廃止されている

## 常任委員会
（2023年8月8日現在）
- 総務委員会（10人）
- 保健福祉・協働委員会（9人）
- 市民・産業委員会（9人）
- 都市・環境委員会（9人）
- 子ども・文教委員会（9人）

## 議会だより
- おかやま市議会だより（年4回発行）発行：岡山市議会　編集：議会運営委員会
  - 令和4年まで：GIKAI-STYLE 岡山市議会だより
  - 令和5年から：おかやま市議会だより

## 議会定数
| 投票日        | 定数 | 立候補者 |
| ------------- | ---- | -------- |
| 2011年4月10日 | 52   | 67       |
| 2015年4月12日 | 46   | 61       |
| 2019年4月7日  | 46   | 51       |
| 2023年4月9日  | 46   | 57       |

## 歴代議長
特記なき場合は『岡山市の統計 令和2年版』による。
| 代 | 氏名       | 就任             | 退任             | 備考 |
| -- | ---------- | ---------------- | ---------------- | ---- |
| 1  | 小田安正   | 明治22年7月8日   | 明治22年9月20日  |      |
| 2  | 村上長毅   | 明治22年9月28日  | 明治27年4月12日  |      |
| 3  | 谷川達海   | 明治27年4月17日  | 明治27年12月13日 |      |
| 4  | 山崎樵夫   | 明治28年1月21日  | 明治31年5月21日  |      |
| 5  | 浅田静夫   | 明治31年6月4日   | 明治33年1月12日  |      |
| 6  | 光藤亀吉   | 明治33年1月13日  | 明治34年1月13日  |      |
| 7  | 高田音次郎 | 明治34年1月14日  | 明治34年5月20日  |      |
| 8  | 岩堂保平   | 明治34年5月31日  | 明治40年5月19日  |      |
| 9  | 小田安正   | 明治40年6月4日   | 明治41年6月8日   |      |
| 10 | 大戸復三郎 | 明治41年6月22日  | 明治43年1月20日  |      |
| 11 | 佐藤嘉三郎 | 明治43年1月21日  | 明治45年1月20日  |      |
| 12 | 石黒涵一郎 | 明治45年1月23日  | 大正2年5月22日   |      |
| 13 | 佐藤嘉三郎 | 大正2年6月4日    | 大正6年6月4日    |      |
| 14 | 岡本佐市   | 大正6年6月5日    | 大正10年6月4日   |      |
| 15 | 赤木金三郎 | 大正10年6月20日  | 大正14年7月4日   |      |
| 16 | 国富友次郎 | 大正14年7月19日  | 昭和3年7月18日   |      |
| 17 | 牧野静吉   | 昭和3年7月30日   | 昭和4年7月5日    |      |
| 18 | 横山昊太   | 昭和4年7月22日   | 昭和8年7月4日    |      |
| 19 | 伊藤好良   | 昭和8年7月17日   | 昭和12年7月4日   |      |
| 20 | 国富友次郎 | 昭和12年7月17日  | 昭和15年9月4日   |      |
| 21 | 寺岡槌三郎 | 昭和16年1月20日  | 昭和17年5月20日  |      |
| 22 | 山田音次郎 | 昭和17年6月20日  | 昭和20年8月6日   |      |
| 23 | 田中弘道   | 昭和20年9月18日  | 昭和22年2月24日  |      |
| 24 | 柳沢憲二   | 昭和22年2月28日  | 昭和22年4月30日  |      |
| 25 | 難波徹     | 昭和22年5月16日  | 昭和23年5月28日  |      |
| 26 | 三宅幸夫   | 昭和23年6月21日  | 昭和26年4月29日  |      |
| 27 | 則武菫三郎 | 昭和26年5月18日  | 昭和28年12月17日 |      |
| 28 | 片山直八   | 昭和28年12月17日 | 昭和30年4月30日  |      |
| 29 | 木庭清作   | 昭和30年5月17日  | 昭和34年4月17日  |      |
| 30 | 花岡太郎   | 昭和34年5月21日  | 昭和38年4月30日  |      |
| 31 | 花岡太郎   | 昭和38年5月17日  | 昭和42年4月30日  |      |
| 32 | 松本一     | 昭和42年5月15日  | 昭和44年3月31日  |      |
| 33 | 花岡太郎   | 昭和44年3月31日  | 昭和46年4月30日  |      |
| 34 | 松本一     | 昭和46年5月25日  | 昭和50年4月30日  |      |
| 35 | 松本一     | 昭和50年5月27日  | 昭和52年6月13日  |      |
| 36 | 磯村幸助   | 昭和52年6月13日  | 昭和54年4月30日  |      |
| 37 | 藤原貢     | 昭和54年5月18日  | 昭和56年5月21日  |      |
| 38 | 藤原貢     | 昭和56年5月21日  | 昭和58年4月30日  |      |
| 39 | 藤原貢     | 昭和58年5月20日  | 昭和60年5月17日  |      |
| 40 | 藤原照夫   | 昭和60年5月17日  | 昭和62年4月30日  |      |
| 41 | 片山仁     | 昭和62年5月21日  | 平成元年5月23日  |      |
| 42 | 妹尾達道   | 平成元年5月23日  | 平成3年4月30日   |      |
| 43 | 花岡薫     | 平成3年5月20日   | 平成5年5月20日   |      |
| 44 | 花岡薫     | 平成5年5月20日   | 平成7年4月30日   |      |
| 45 | 花岡薫     | 平成7年5月17日   | 平成11年4月30日  |      |
| 46 | 磯村博     | 平成11年5月20日  | 平成13年6月26日  |      |
| 47 | 宮武博     | 平成13年6月26日  | 平成15年4月30日  |      |
| 48 | 垣下文正   | 平成15年5月16日  | 平成17年5月18日  |      |
| 49 | 花岡薫     | 平成17年5月18日  | 平成19年4月30日  |      |
| 50 | 宮武博     | 平成19年5月17日  | 平成21年5月20日  |      |
| 51 | 宮武博     | 平成21年5月20日  | 平成23年4月30日  |      |
| 52 | 則武宣弘   | 平成23年5月19日  | 平成25年5月16日  |      |
| 53 | 則武宣弘   | 平成25年5月16日  | 平成27年4月30日  |      |
| 54 | 宮武博     | 平成27年5月14日  | 平成31年4月30日  |      |
| 55 | 浦上雅彦   | 令和元年5月16日  | 令和3年5月13日   |      |
| 56 | 和氣健     | 令和3年5月13日   | 令和5年4月30日   |      |
| 57 | 田口裕士   | 令和5年5月17日   |                  |      |

## 沿革
- 1878年 - 郡区町村編制法が岡山県において施行され、岡山市の前身となる岡山区が発足した。
- 1889年 - 市制が施行され、岡山区は岡山市へ移行した。